# Імператорська гвардія Маньчжоу-го
Імператорська гвардія Маньчжоу-го (кит.: 禁衛隊, яп. しんえいたい) — елітний підрозділ Збройних сил Манчжоу-го, створений в 1933 з метою захисту імператора Пу І. Її штаб-квартира знаходилася в Сіньцзіні, неподалік імператорського палацу в центрі міста.

## Історія
Створена на зразок Імператорської гвардії Японії. Несла функції захисту імператорського палацу. Складалася з етнічних маньчжурів. Особовий склад навчений незалежно від інших формувань Манчжоу-го. На озброєнні була як вогнепальна зброя, так і холодна: катана або шабля. Їхня форма була сірого або чорного кольору зі срібним або золотим знаком із п'яти кольорів, п'ятикутної зірки на шоломах та кепі. Спочатку гвардія складалася із 200 осіб. Пізніше створені формування (спеціальна гвардія) для використання в спецопераціях для утихомирення повстань у Маньчжоу-го. Також була ефективною у бойових діях, брала участь в операціях проти партизанів.